# التقاط حزم البيانات المارة بالشبكات

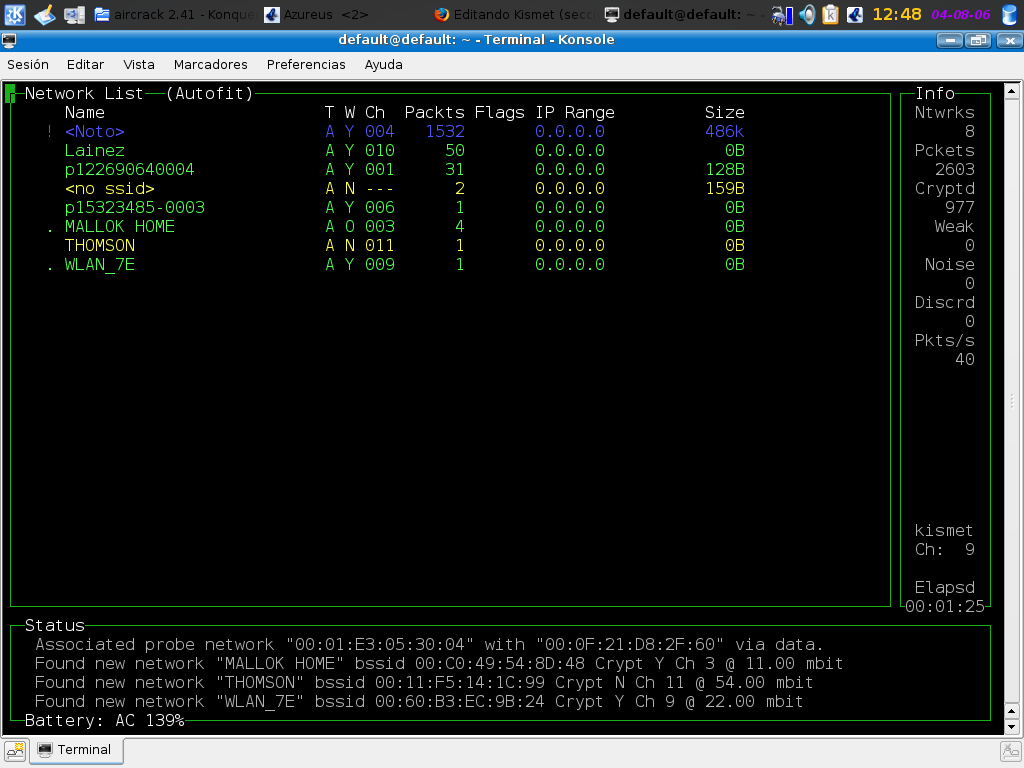

التقاط حزم البيانات المارة بالشبكات (بالانجليزية Packet Analyzer) هي أداة للحصول على رزم البيانات في البيئة الشبكية. وبما أن شكل هذه الرزم تختلف، يحتوي السنيفر عادة على إمكانية تحليل البروتوكول المستخدمة بما يسمح له بعرض البيانات في شكل خام.
التقاط حزم البيانات المارة بالشبكات يمكن أن يكون برنامج أو حتى قطعة hardware تلتقط كل ما يمر حولها حيث يقوم Sniffer بالتقاط كل حزمة بيانات Packet حينها يمكن أن تحدد ما ستفعله بهذه البيانات إذ يمكنك تحليلها أو تجاهلها لالتقاط البيانات المارة داخل الشبكة المحلية LAN، يوجد احتمالين فإذا كنت تستخدم HUB في ربط أجهزة الشبكة يكفيك تثبيت البرنامج Sniffer على أحد الأجهزة لالتقاط البيانات التي تمر عبر بطاقة الشبكة NIC لأن الحزم التي تصل لل HUB يقوم بتمريرها إلى جميع المنافذ فإذا كانت مرسلة إلى كمبيوتر معين تقوم البطاقة باستقبالها وتمريرها إلى الطبقات العليا أما إن لم تكن موجهة له فستتم عملية تجاهلها أو إلغائها هنا سيقوم البرنامج بإجبار البطاقة على تمرير البيانات إلى الطبقات العليا ولكن الآن قلما تجد شبكة تستخدم ال HUB في ربط الكمبيوترات حيث أن Switch هو المستخدم في أغلب الشبكات المحلية لهذا سيتوجب علينا استخدام طرق أخرى لأن ال Switch أذكى من ال HUB، البيانات التي تمر عبره يقوم بتمريرها إلى المنفذ المحدد أي الكمبيوتر الذي يجب أن تصل إليه هذه البيانات.

## فوائده واستخداماته
- التعرف على وحل المشاكل التي من الممكن أن تقع فيها الشبكات.
- إحصاء كمية البيانات التي تمر عبر الشبكة.
- تساعد على اكتشاف عمليات الدخول الغير مرخصة إلى الشبكة واكتشاف الهجمات مثل هجمات DoS و DDoS تحليل بروتوكولات الشبكة وتنقيحها. التقاط كلمات السر والمعلومات الحساسة.

## مواقع التقاط حزم البيانات
- موقع Libpcap و Tcpdump
- موقع WinPCap و Windump
- موقع Analyzer
- موقع Ethereal
- موقع DSniff
- موقع سنيفر لبروتوكول http
- موقع Password Sniffer